# Jaume Prius Montaner
Jaume Prius Montaner (Reus, 1799 - 1870 (?)) va ser un fabricant de teixits i milicià català.
Quan es va iniciar el Trienni liberal i es va formar la Milícia Nacional, Jaume Prius s'hi va incorporar a partir del març de 1820, i en va formar part fins al seu desmantellament a finals d'octubre de 1823 davant l'imminent atac dels Cent mil fills de Sant Lluís. Va finalitzar el període amb el grau de sergent primer. La seva actuació bèl·lica no va ser gaire important, actuant en la neteja de focus de revoltats i dues sortides per a trencar els intents de setge o d'atac a Reus. El 1834, davant de les revoltes de la Primera Guerra Carlina, es va allistar de nou a la Milícia, i tenia el grau de tinent de Tiradors. Va participar l'1 de març del 1838 al Combat de Morell i Vilallonga, contra unes forces carlines comandades pel Llarg de Copons, on va ser fet presoner i portat a Berga. Va ser alliberat al cap de cinc mesos després que la seva família hagués pagat 350 unces d'or. Prius va patir molt en aquell captiveri. Primer es pensaven els presoners que serien afusellats, però els caps carlins van veure la possibilitat de demanar crescuts rescats. L'1 de novembre de 1834 va ser ascendit a capità "por los servicios que habia prestado". Amb aquest grau va actuar a la milícia el 1836, i el 1837 era major comandant del 2n Batalló Lleuger. El Baró de Meer va desarmar la Milícia el 1838, i es dedicà als negocis familiars. Però quan Jerónimo Valdés, Capità General de Catalunya, va reorganitzar-la el 1839, Prius hi tornà amb el grau de primer comandant fins a la insurrecció de 1843, quan va dimitir per no voler sumar-se al pronunciament contra Espartero. El 1854, sota l'alcaldia de Joan Martell, tornava a formar part de la Milícia amb el grau de comandant. La seva llarga pertinença a aquest cos li va valer diverses recompenses: una condecoració cívica el 1840 pels fets de Morell i Vilallonga, el nomenament el mateix 1840 per la Junta Provincial Governativa de membre d'aquesta Junta, càrrec que va agrair i al que va renunciar. El 1855 li va ser concedida la Creu de cavaller d'Isabel la Catòlica.
Políticament, Jaume Prius va actuar sense massa repercussió, a l'ajuntament de Reus. Va ser regidor el 1841 i 1842 amb Francesc Subirà d'alcalde, i el 1862 defensà una candidatura, que va guanyar, equidistant, segons ell, dels demòcrates i dels reaccionaris, una candidatura amb membres de diferents ideologies polítiques, a la que l'alcalde-corregidor Gregorio de Mijares, va voler entorpir. El 1864 tornava a ser regidor i primer tinent d'alcalde. Per l'agost de 1867, després de la fallida revolta de Gabriel Baldrich, dirigida en bona part per Prim, va ser destituït de regidor junt amb altres membres del consistori. El 1868 va ser un dels signants d'una petició a la Junta Revolucionària perquè es constituís en Ajuntament. L'historiador Pere Anguera diu que el seu pensament era liberal en els principis polítics i conservador en l'ordre social.
Jaume Prius va mantenir sempre un taller de teixits de cotó que havia fundat el seu pare, Jaume Prius Cailà, i a més, tenia accions d'algunes companyies tèxtils reusenques, com ara el Vapor Vell, i del Banc de Reus. El 1860 va fundar amb el seus fills Jaume i Francesc Prius Planas l'empresa "Jaime Prius e hijos", per fabricar filats de cotó. El primer dels fills actuava de gerent. Tenien la fàbrica al carrer de Monterols, en ple centre de Reus.